# Orgues (ruisseau)
Pour les articles homonymes, voir Orgue (homonymie).
L'Orgues est un ruisseau français du Massif central qui coule dans les départements de la Corrèze et du Lot, et un sous-affluent de la Dordogne par la Cère.

## Géographie
L'Orgues prend sa source en Corrèze, vers 500 mètres d'altitude, un kilomètre à l'ouest de Camps-Saint-Mathurin-Léobazel.
Après avoir marqué la limite entre la Corrèze et le Lot sur cinq kilomètres, il entre brièvement dans le Lot, et se jette dans la Cère en rive droite, à deux kilomètres au nord-est de Gagnac-sur-Cère.

## Affluents
Son principal affluent, long de 12,1 kilomètres, est, en rive droite, le Deyroux qui passe au sud-est de Mercœur.